# Alejandro Ibrahim Perera
Alejandro F. Ibrahim Perera (Las Palmas de Gran Canaria, 1965) es un ingeniero aeronáutico español, doctor por la Universidad Politécnica de Madrid, conocido por ser el primer director general y gerente del Aeródromo de Teruel, desde el 6 de septiembre de 2012.
Ibrahim ha dirigido el proyecto y obra de uno de los mayores hangares para mantenimiento de capacidad de hasta dos aeronaves A380, la aeronave de pasajeros con mayor capacidad del mundo, convirtiéndose en uno de los mayores centros de mantenimiento de este tipo de aviones en Europa. También ha impulsado hangares de pintura de aeronaves, de aviación ejecutiva, ampliaciones de plataforma y la implantación de nuevas empresas aeronáuticas y aeroespaciales.
Como dirigente del Clúster Aeronáutico de Aragón desde 2014, Presidente AERA, y antes Vicepresidente, ha dinamizado el sector Aeroespacial de Aragón y crecido la participación en proyectos de innovación de materiales compuestos, fabricación de componentes, MRO, industria 4.0, RPAs/drones, formación, internacionalización y mejora de procesos en las empresas del sector.
En febrero de 2019 recibe el Premio Mundial de Innovación, QIA Archivado el 21 de agosto de 2020 en Wayback Machine., recogido en Pekín por su modelo aeroportuario de éxito innovador. En noviembre de 2019, el Aeropuerto de Teruel acoge la presentación de Pharmadron, primera iniciativa de distribución de medicamentos a farmacias mediante drones con un vuelo piloto desde el aeropuerto hasta Gea de Albarracín a unos 12 km de distancia.

## Biografía
Doctor Ingeniero Aeronáutico por la Universidad Politécnica de Madrid, Executive MBA por el Instituto de Empresa de Madrid, IE, Máster en Informática por el Instituto Microsoft, estudios de Ciencias Económicas y piloto de aviación, instructor Aviation Security AVSEC certificado por la Agencia Estatal de Seguridad Aérea, AESA.

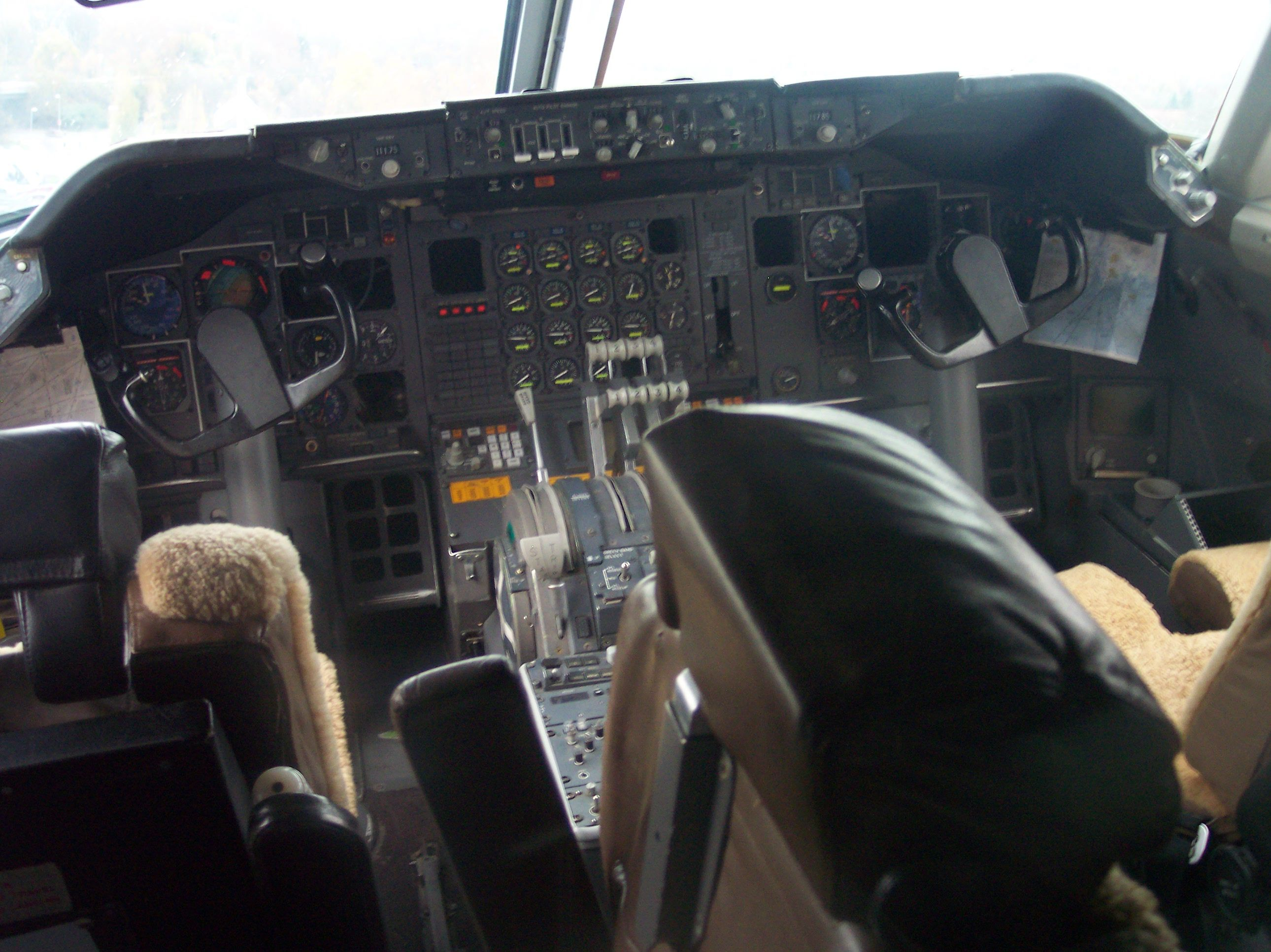
Cabina de la aeronave B747

Es director general y Gerente del Consorcio del Aeropuerto de Teruel desde el 6 de septiembre de 2012, también es Presidente de los Comités de Seguridad Operacional, Seguridad Aeroportuaria, Autoprotección y emergencia, y flora y fauna del aeropuerto; Presidente del Clúster Aeronáutico de Aragón, AERA; Tesorero de la Asociación Española de RPAS (AERPAS); uno de los primeros miembros de Mensa España y miembro de Mensa Internacional, de la Sociedad Aeronáutica Española, miembro de la Comisión de Transporte y Logística de CEOE Aragón y de tres comités de expertos RPAS en AESA.
Presenta una importante trayectoria en empresas aeronáuticas, y experiencia como docente en las Universidades Politécnica de Madrid y la Universidad Carlos III. Ha publicado numerosos artículos, proyectos, ponencias y libros especializados del sector aeronáutico y aeroespacial.
Fue durante más de 9 años el Secretario de la Junta Directiva del Colegio Oficial y de la Asociación de Ingenieros Aeronáuticos de España, y miembro del Consejo de Representantes del Instituto de la Ingeniería de España, siendo Presidente del Comité de Gestión Empresarial.
Ha trabajado en Jefe en Ingeniería Aeronáutica en INECO, ha sido gerente en consultoría estratégica y alta dirección en el Grupo Unión Fenosa, director de proyectos aeronáuticos en LV Salamanca Ingenieros, Director de obra en Elecnor, Consultor de estructuras espaciales en Envision, y profesor asociado de Navegación Aérea, Electricidad y Electrotecnia, Matemáticas y Dirección Estratégica en la Universidad Politécnica de Madrid, Universidad Carlos III de Madrid y Universidad de Zaragoza.

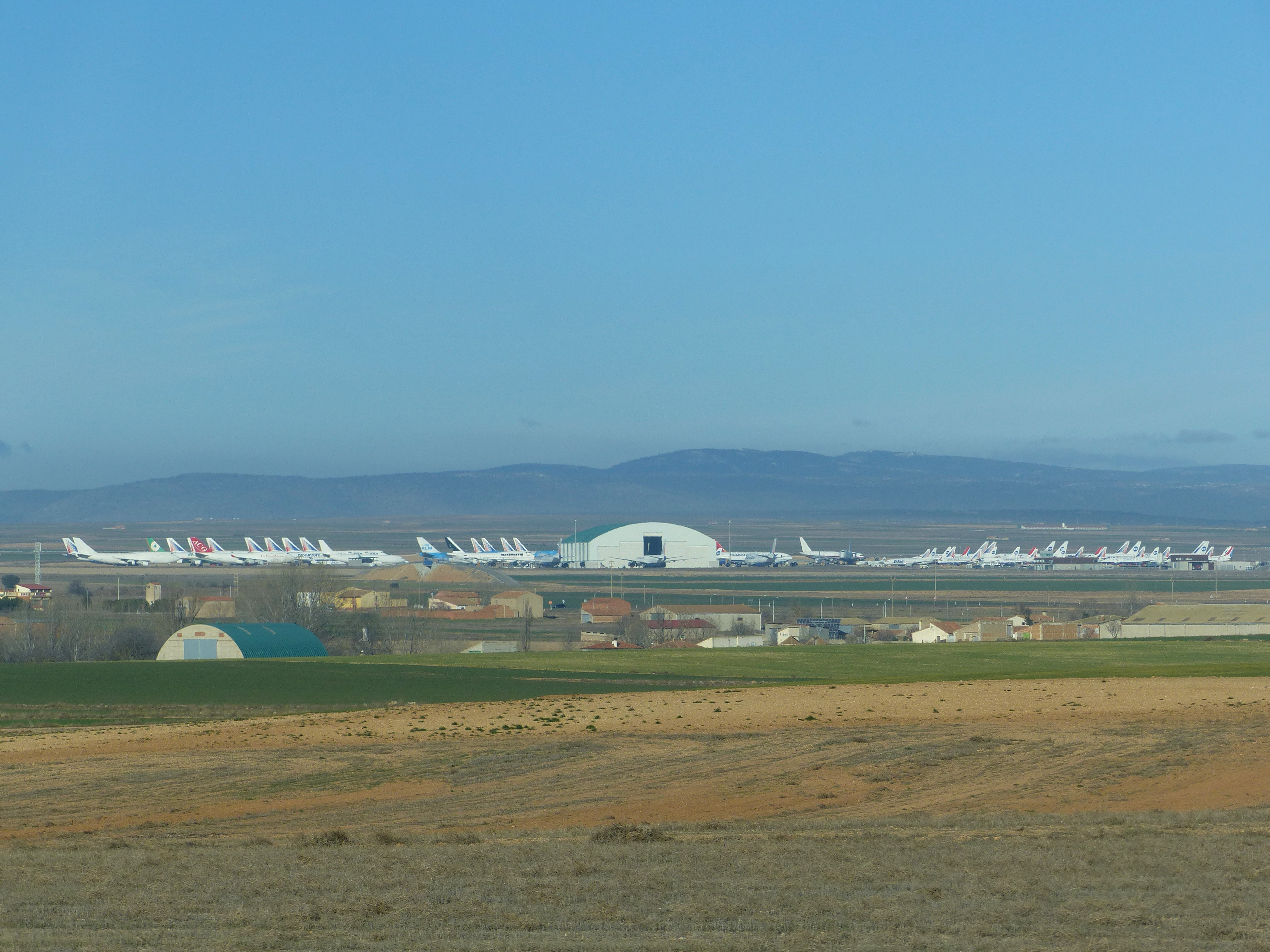
4 de marzo de 2016, Aeropuerto de Teruel visto desde el este

## Reconocimientos y honores
- Diciembre 2022, Diploma Mérito Comandante Militar de Zaragoza y Teruel, Ejército de Tierra.[18]
- Diciembre 2021, Premio Excelencia Avión Revue Internacional sección aeropuerto del año.[19]
- Diciembre 2020, Premio RSA 2020 categoría gran empresa y empresa pública por Aragón Empresa.[20]
- 15 de diciembre de 2020, Finalista Premio Directivo de Aragón 2020 por la Asociación de Directivos y Ejecutivos de Aragón, ADEA.[21]
- 25 de septiembre de 2020, Premio Nacional de Tecnología siglo XXI 2020 a hito tecnológico por El Suplemento.[22]
- Agosto 2020, Plan de Excelencia categoría PLATA 2020 por IAF y sellos ISO9001 y ISO14001 por AENOR.[23]
- 12 de diciembre de 2019 Premio Excelentes por el Instituto para la Excelencia Profesional.[24]
- 21 de noviembre de 2019 recibe Premio Innovación Aeronáutica en la III Premios de Tecnología e Innovación del Periódico La Razón.[25][26]
- 15 de noviembre de 2019 imposición de la Cruz al Mérito Aeronáutico con distintivo blanco[27] por el Ejército del Aire, Ministerio de Defensa, Gobierno de España en el Cuartel General del Ejército del Aire en Madrid que recompensa al personal civil por acciones destacadas publicada el 4 de enero de 2019 el BOE.[28]
- Junio 2019 finalista Premio Aragón ecosistema de empresas y futuro, del Heraldo de Aragón e Ibercaja.[29]
- Abril 2019 finalista Premio Empresa Aragón 2019 Grupo Zeta.[30]
- 25 de marzo de 2019 obtiene Premio Empresa de Innovación 2019 al Aeropuerto de Teruel por su desarrollo novedoso.[31]
- 27 de febrero de 2019 obtiene el Premio Mundial de Innovación, Quality Innovation Award, QIA[32]
- 30 de noviembre de 2018 recibe el Premio Europeo a la Calidad en la Gestión Empresarial por la Asociación Europea de Economía y competitividad

- 27 de noviembre de 2018 recibe el Premio Quality Innovation Award (QIA) a nivel nacional de Centros de Excelencia,[33] y el 27 de febrero de 2019 Premio internacional QIA.[34][32]
- 19 de octubre de 2018 recibió Premio Europeo a la Gestión e Innovación Empresarial[35] por la Asociación Europea de Economía y competitividad
- 29 de junio de 2018 recibió la Medalla de Oro al Mérito en el Trabajo por la Asociación Europea de Economía y competitividad.[36]
- Agradecimiento Real Aeroclub de España por la colaboración en la organización de la LXIV Vuelta Aérea de Cataluña, 9 de junio de 2018[37]
- 30 de mayo de 2018 recibió el reconocimiento de colaboración en la Escuela Politécnica Universitaria de la Universidad de Zaragoza.[38]
- 29 de mayo de 2018, Jornada de Clusters de Aragón con participación del Vicepresidente del Clúster Aeroespacial de Aragón, AERA, Alejandro Ibrahim Perera.[39]
- 18 de mayo de 2018, reconocimiento por el apoyo y colaboración constante de la Subdelegación del Ministerio de Defensa de España en Teruel.[40]
- Reconocimiento con Escudo de la Comisaría Provincial de Teruel del Cuerpo Nacional de Policía, mayo 2018.
- 10 de mayo de 2018, participación en el Foro Pilot con la mesa redonda "La multimodalidad como competitividad logística" [41]
- Agradecimiento por la colaboración en la organización del XIV Festival Internacional de Aeromodelismo, Federación Aragonesa de los Deportes Aéreos, junio de 2017.
- 2018 Premio Excelencia en Aeropuertos por Avión Revue.[42]
- Premio ejecutivo del año 2017 de Aragón por la Revista Ejecutivos.[43]
- Premio Empresa revelación 2015 por el Grupo Unidad Editorial.[44]
- Obtenido el sello responsabilidad Social de Aragón 2016, 2017, 2018 y 2019, opción plus.[45]
- Mayo 2014 Conferenciante TEDxSantAntoni con "Nuevos Desarrollos Aeronáuticos en Aeropuertos".[46]
- Julio 2010, Jurado del Premio al Mejor Artículo Aeronáutico INECO TIFSA[47]
- Anillo doctoral Ingeniero Aeronáutico en la Universidad Politécnica de Madrid en febrero de 1999.
- Uno de los primeros Miembros de Mensa España, desde 1978.[48]